# 이지라촌
이지라촌(일본어: 伊自良村)은 일본 기후현 야마가타군에 있던 촌이다. 2003년 4월 1일에 야마가타군 미야마정, 다카토미정과 함께 합병해 야마가타시가 되었다.

## 역사
- 1955년 4월 1일 - 가미이지라촌, 시모이지라촌이 합병해 성립하였다.
- 2003년 4월 1일 - 미야마정, 다카토미정과 합병해 야마가타시가 성립하였다. 동일 이지라촌은 폐지되었다.

## 교통

### 철도
- 촌내에 철도 노선 없음.

고속도로
- 촌내에 고속도로는 없다.

일반국도
- 촌내에 일반 국도는 없다.

주요 지방도
- 기후현도 제79호선
- 기후현도 제91호선

일반 현도
- 기후현도 제174호선
- 기후현도 제185호선

## 참고 문헌
- 角川日本地名大辞典編纂委員会,『角川日本地名大辞典 21 岐阜県』1980, 角川書店